# Trevesia vietnamensis
Trevesia vietnamensis är en araliaväxtart som beskrevs av Jun Wen och P.K.Lôc. Trevesia vietnamensis ingår i släktet Trevesia och familjen araliaväxter. Inga underarter finns listade.